# ایکس-۴۱ کامن آیرو ویکل
ایکس-۴۱ کامن آیرو ویکل هواپیمای آزمایشی ساخت ایالات متحده از سری ایکس است که هنوز مشخصات یا تصاویری از آن برای همگان منتشر نشده‌است. این پروژه توسط DARPA و ناسا پشتیبانی می‌شود و اعتقاد بر این است که ایکس-۴۱ قادر به حمل ۱۰۰۰ پوند با سرعت‌های مافوق صوت نزدیک به ماخ ۹ است.